# Maria Sadovska-Barilotti
Maria Karpivna Sadovska-Barilotti, född 1855, död 1891, var en ukrainsk skådespelare. Hon var en av pionjärerna inom den ukrainskspråkiga operan. 
Hon debuterade i ett ryskt operasällskap 1876. 
År 1881 upphävdes det ryska förbudet att spela teater på ukrainska språket, varefter flera teatergrupper formades. Koryfejivteatern formades under  Marko Kropyvnytskyj och ett annat teatersällskap under Mychajlo Starjtskyj, vilka 1883 gick samman under Kropyvnytskyj. Hon var engagerad vid flera av de första ukrainska teatersällskapen. Inom dessa uppsattes också de första operaföreställningarna på ukrainska språket. 
Mellan 1883 och 1891 spelade hon nästan alla kvinnliga huvudroller i de första operaföreställningar som uppsattes på ukrainska språket, och är känd som Ukrainas första (ukrainskspråkiga) operaprimadonna. 